# Большой примитивный носитель
Big Dumb Booster (BDB, в переводе с англ. — «большой глупый (или — тупой) носитель») — концепция проектирования ракет-носителей, согласно которой большая ракета примитивной конструкции может оказаться выгоднее ракеты компактной и высокотехнологичной.

## Концепция BDB
Концепция основана на том, что объём конструкции пропорционален третьей степени размеров, а площадь её поверхности — только второй степени. Поскольку большая часть конструкции традиционной ракеты — это оболочки топливных баков и двигатели, с увеличением размеров носителя сухая масса конструкций ракеты растет медленнее, чем стартовая масса. Соответственно, растёт весовое совершенство ракеты. Как результат, открывается возможность построить эффективный и недорогой носитель просто увеличивая размеры конструкции. При этом можно сильно сэкономить на конструкционных материалах и технологиях, которые могут выйти гораздо проще и дешевле, чем при традиционном подходе, когда вес всячески экономится. Так, вместо алюминиевых сплавов применима сталь, вместо нескольких сложных двигателей один большой и сильно упрощенный, вместо турбонасосной подачи топлива — вытеснительная с наддувом баков и т. п. Экономия возможна и при изготовлении такого изделия, так как требуется меньшая производственная культура. Объём и цена топлива при этом, конечно, растут, однако при использовании недорогого топлива подобное упрощение всё равно выглядит оправданным. Оборотной стороной такого подхода является усложнение старта.

## Реальные проекты
Реальных ракет в рамках этой концепции создано не было, однако существовали проекты, например Sea Dragon. Ракета со стартовой массой ~10 тыс. тонн должна была сооружаться на корабельных верфях из корабельной стали. Пуск производился из воды, к месту пуска пустая ракета транспортировалась как буксируемая морская баржа. Двигатели не имели турбонасосов, работая от наддува баков. При этом ракета должна была выводить на орбиту ~500 тонн.